# Волино
Волино (мкд. Волино) је насеље у Северној Македонији, у западном делу државе. Волино припада општини Дебарца.

## Географија
Насеље Волино је смештено у западном делу Северне Македоније. Од најближег града, Охрида, насеље је удаљено 14 km северозападно.
Волино се налази у историјској области Дримкол, која приобално подручје Охридског језера око Струге, на месту истока реке Црни Дрим (порекло имена). Насеље је смештено у источном делу области, где се од Струшког поља на западу уздиже побрђе Горенци ка истоку. Непосредно источно од насеља протиче речица Сатеска. Надморска висина насеља је приближно 710 метара.
Клима у насељу, и поред знатне надморске висине, има жупне одлике, па је пре умерено континентална него планинска.

## Становништво
Требеништа су према последњем попису из 2002. године имала 462 становника. 
Већину становништва чине етнички Македонци (100%).
Већинска вероисповест је православље.